# Sunnanö
Sunnanö, är en bebyggelse på Ö:a i Torsångs socken, Borlänge kommun. Från 2015 avgränsar SCB här en småort.
I byn ligger Öns bystuga. På Sunnanö finns även gravkullar som är lämningar från vikingatiden. Sunnanö ligger inom det område som är betecknat riksintresse. Öns högsta punkt ligger i närheten av byn, Nordanöbacken 146 m ö.h..